# 瓦西拉 (未確認動物)
瓦西拉（Waheela）是一種出沒于加拿大西北地區納漢尼國家公園的神秘生物，据记载美国密歇根州与阿拉斯加州也有报道。瓦西拉通常被描述爲一隻巨狼，尽管曾有目击者试图枪击捕获这只神秘的狼，但未能成功。生物學家伊万·桑德森認爲瓦西拉是已滅絕的古生物犬熊。瓦西拉亦時常與美國民間傳説中的神秘生物山卡华莱金和因紐特神話傳説中的狼Amarok一并提及。